# Tadashi Obara
Tadashi Obara (Japans: 小原 唯志, Obara Tadashi) (Hokkaido, 15 mei 1983) is een voormalige Japans langebaanschaatser. Hij is gespecialiseerd in de sprintafstanden (500 en 1000 meter).
Obara debuteerde in het internationale circuit in 2002. Tijdens zijn eerste jaren als prof viel hij niet erg op. Pas in het seizoen 2008/2009 kon hij tot de internationale subtop gerekend worden.

## Records

### Persoonlijk records
| Afstand    | Tijd    | Datum           | Baan    |
| ---------- | ------- | --------------- | ------- |
| 500 meter  | 34,66   | 21 maart 2010   | Calgary |
| 1000 meter | 1.08,11 | 21 maart 2010   | Calgary |
| 1500 meter | 1.48,77 | 9 augustus 2009 | Calgary |
| 3000 meter | 4.18,02 | 13 januari 2001 | Chino   |
| 5000 meter | 7.52,88 | 14 januari 2001 | Chino   |

### Wereldrecords
| Nr.  | Afstand                   | Tijd    | Datum         | Baan    |
| ---- | ------------------------- | ------- | ------------- | ------- |
| jr1. | 500 meter (junioren)      | 35,24   | 24 maart 2002 | Calgary |
| jr2. | Sprintvierkamp (junioren) | 141,985 | 24 maart 2002 | Calgary |

## Resultaten
| Jaar | WK Sprint | WK Afstanden       | Olympische Spelen | Wereldbeker                 |
| ---- | --------- | ------------------ | ----------------- | --------------------------- |
| 2003 | 17e       |                    |                   | 38e 500m 19e 1000m          |
| 2004 |           | 8e 1000m           |                   | 16e 100m 13e 500m 14e 1000m |
| 2005 | 28e       | 16e 1000m          |                   | 17e 100m 21e 1000m          |
| 2006 |           |                    |                   |                             |
| 2007 |           |                    |                   | 6e 100m 14e 500m 16e 1000m  |
| 2008 |           | 13e 500m 19e 1000m |                   | 10e 100m 17e 500m 27e 1000m |
| 2009 | 7e        | 15e 1000m          |                   |                             |
| 2010 | 9e        |                    | 17e 1000m         |                             |